# Villeneuve-la-Comtesse
Villeneuve-la-Comtesse là một xã trong tỉnh Charente-Maritime trong vùng Nouvelle-Aquitaine, tây nam nước Pháp. Xã Villeneuve-la-Comtesse nằm ở khu vực có độ cao từ 43-92 mét trên mực nước biển.